# Millerton (Nouvelle-Zélande)
Millerton est une petite localité située dans la région de la West Coast, du nord-ouest de l’Île du Sud de la Nouvelle-Zélande

## Situation
Elle est située au niveau de la chaîne de Papahaua (en), à environ 25 kilomètres au nord-est de la ville de Westport, sur le trajet de la route ‘SH67’ allant de Westport vers Karamea.

## Histoire
L’histoire de Millerton présente quelques ressemblances avec celle de la ville de Denniston, comme étant une ville, qui ne vivait que par et pour le charbon, qui était extrait de la chaîne.

## Population
Millerton a actuellement une population d’approximativement 30 à 40 personnes.
Elle fut classée comme Denniston comme une ville fantôme dans les années 1970 mais a gardé une population de résidents pendant plusieurs décades.
C’est probablement la seule ville d’altitude de Nouvelle-Zélande à être habitée .

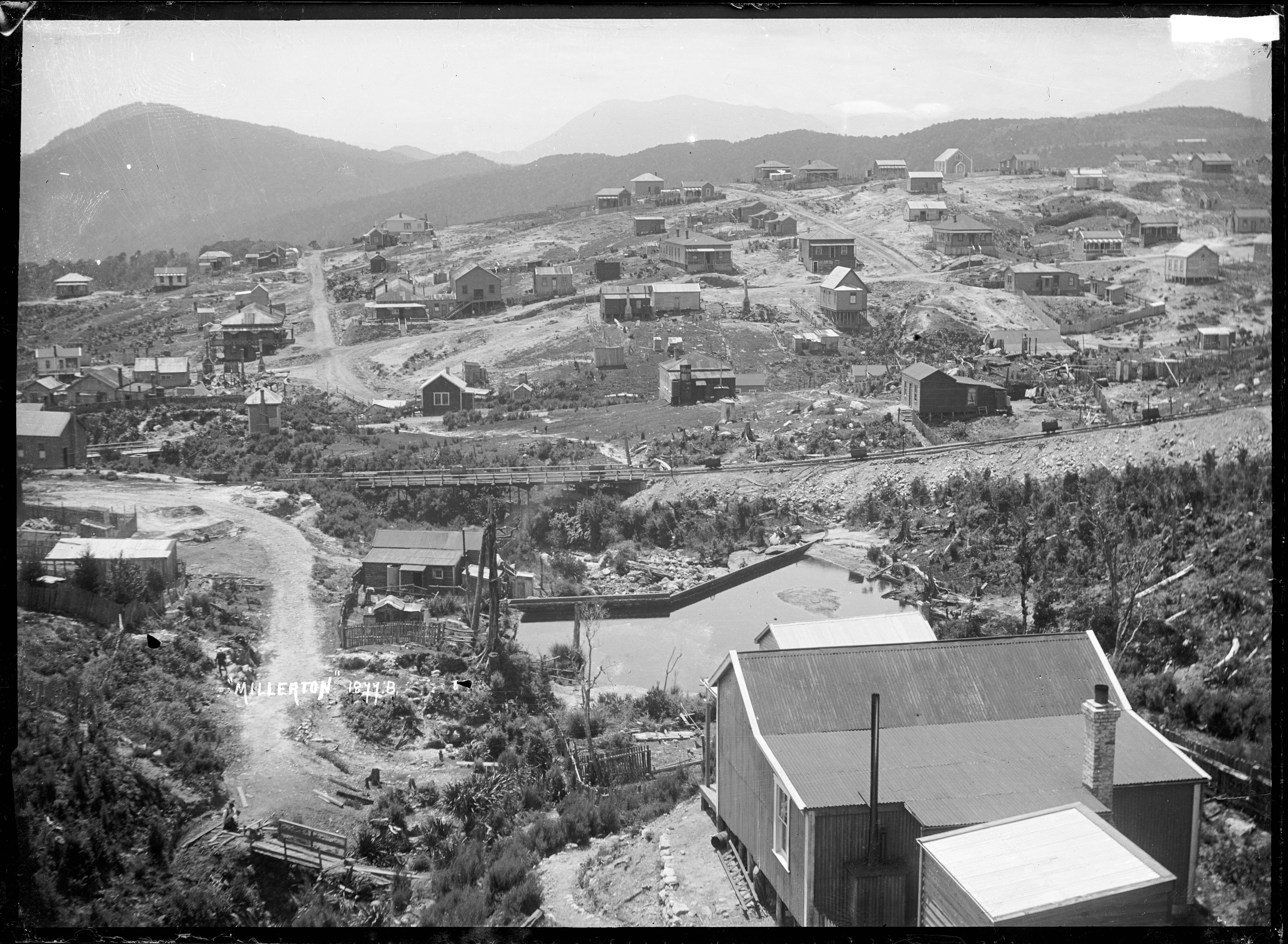
La ville de Millerton

## La mine et le funiculaire
Malgré son altitude de 260 mètres, qui est considérablement moindre que celle de la ville de Denniston (située  à 600  mètres d’altitude), le décalage raide entre la ligne de la côte et le niveau de Millerton signifie aussi que le charbon était difficile à faire descendre du sommet vers la ligne de chemin de fer côtière, située au niveau de la mer.
La ‘Westport Coal Company’ construisit donc un funiculaire nommé le Millerton Incline en 1891 et la mine de Millerton commença sa production de charbon en 1896.
L’extraction minière au niveau de Millerton s’arrêta à la fin des années 1960, comme ce fut largement le aussi cas à Denniston .
Le « Millerton Incline » était un chemin de fer à voie étroite à l'écartement de 2 ft ), incliné, consistant en  deux séries parallèles de voies sur lesquelles circulaient les  wagonnet de mine ou coal tubs, tiré par les cordages.
Des restes de voies, de wagonnets, de maison de lavage du charbon et autres installations sont toujours visibles.
Le ‘plan incliné du Millerton Incline avait une technicité significative pour cette époque et les restes du système du funiculaire et de son infrastructure sont plus accessibles que ceux du Denniston Incline , qui est par contre, plus connu.
Le Millerton Incline fut utilisé pour convoyer directement les wagons de charbon de la mine, située à proximité de la zone de Millerton jusqu’au silo à stockage du charbon (en) situé au niveau de la ville de Granity, où se trouvait le plus important silo de stockage en bois pour le charbon construit en Nouvelle-Zélande.
Le stockage n’existe plus mais le chemin de fer incliné reste et peut toujours être vu actuellement.
D’autres images de Millerton, son système de cordes et son funiculaire, sont accessibles via le lien externe ci-dessous .

## Personnalités de Millerston
- L’Honorable.William McIntyre (en) de Millerton fut un membre de la  conseil de la législature de 1921 jusqu’à sa mort en 1949 , et fut connu comme le père de la maison supérieure.
- Un mineur d’Ecosse, (avec son frère), ont établi un record pour la quantité de charbon extraite d’une veine au niveau de la mine de Millerton.

Avec la fin des opérations d’extraction de Denniston et de la mine plus petite de Millerton, le champ de charbon de la ville proche de Stockton continua la tradition de la  West Coast, du point de vue de l’extraction du charbon.
- La société: Solid Energy a planifié d’étendre la durée de vie de l’extraction minière de la zone de Stockton en rouvrant la vieille mine de Millerton, bien que sous forme d’une mine à ciel ouvert.

## Communauté
- Le club de football de Millerton, connu comme le: Millerton All Blacks, fut deux fois vainqueur de la Chatham Cup, une compétition de football par knockout de Nouvelle-Zélande, en 1932 (en) et 1933 (en).

- Millerton avait sa propre loge de la Royal Antediluvian Order of Buffaloes (‘Lookout Lodge’ No 127 of the R.A.O.B. NZ Constitution of the Grand Lodge of England).

La loge fut ouverte en 1950 et fut fermé au milieu des années 1980.

## Tourisme
Les Touristes, en particulier les amateurs de tourisme d’aventure, remontent plus haut vers le nord de la région de la West Coast vers Westport.
Initialement, c’était une route étroite et raide, très sinueuse allant vers le centre de la ville, mais la partie la plus raide de la route a été fermée et déviée, allant vers Stockton via: le Grand Canyon'.
L’accès est maintenant en dehors de la nouvelle partie supérieure de la section et sa signalisation à l’entrée du centre-ville via la route originale à partir de l’extrémité nord-est de la ville.
Cette vieille route continue à travers la ville et l’ouest, en direction du site historique du funiculaire de Millerton, le portail et le barrage (une partie du système du plan de chemin de fer incliné, qui permettait de descendre le charbon vers la localité de Granity).
De là, il existe une vue étendue à travers la forêt humide jusqu’à la côte et vers le nord en direction de la pointe de Karamea.
La section fermée de l’ancienne route peut être descendue à pied jusqu’au pont de la « Granity Creek » au niveau de Millerton, à partir d’où il y a une série de chutes d’eau bien visibles.
Il y a un parking aux deux extrémités du chemin de randonnée.
La communauté locale offre des cartes et des informations au niveau du syndicat d’initiative de la ville.
Il y a plusieurs courtes promenades dans et autour de Millerton, qui mènent aux sites historiques  et aux points de vue notables.
La promenade des lavoirs (bathhouse walks) est un chemin supplémentaire dans ce secteur et la Bathhouses, elle-même a aussi une valeur historique.
Une crique formée par le barrage de réservoir est situé là, où les mineurs de charbon avaient l’habitude de venir prendre un bain après une longue journée d’activité d’extraction et de rester là pour leur période de repos, car elle se remplit avec de l’eau chauffée , qui reste visible au niveau du site de la mine et la partie supérieur du plan incliné.